# Dmitroce
Dmitroce [pronunciación en polaco: /dmiˈtrɔt͡sɛ/] es un asentamiento ubicado en el distrito administrativo de Gmina Susiec, dentro del Condado de Tomaszów Lubelski, Voivodato de Lublin, en Polonia oriental. Se encuentra aproximadamente a 10 kilómetros al oeste de Tomaszów Lubelski y a 105 kilómetros al sureste de la capital regional Lublin.